# Bolao (futbolista)
Ángel Gómez Benito (Bilbao, Vizcaya, 12 de diciembre de 1935 - 20 de febrero de 2021) fue un futbolista español que se desempeñaba como defensa.

## Carrera deportiva
Se inició en el Celta de Zaragoza en la categoría de juvenil y siguió ahí hasta llegar a Tercera División. De ahí pasó al Real Zaragoza donde estuvo seis años (tres como juvenil y los otros tres como profesional). En el 1956 lo fichó el Levante UD donde jugó una temporada. Después fichó por el CD Badajoz y, al año siguiente, se pagó con su propio dinero la baja federativa para poder fichar por el RCD Mallorca.
Se les llamó Los Héroes de Vallejo a los que lograron el histórico primer ascenso del RCD Mallorca a Primera División en el campo del Levante en 1960. Bolao fue el capitán en ese partido. Comenzaron marcando los bermellones con un gol de Julián Mir al que le siguió un gol de Rodríguez II. En la segunda parte el exmadridista Joseíto acortó distancias haciendo un final de partido muy complicado. 
Tras este partido jugó ocho temporadas en el RCD Mallorca (cuatro de ellas en Primera División), después se retiró y formó su familia junto a Sandra Aguiló Sutor. En Mallorca tuvieron a sus tres hijos Sandra, Gonzalo y Borja y a sus nietos Lucía, Ángel, Hugo y Blanca. Siempre estuvo vinculado al RCD Mallorca, formó parte activa de la Asociación de Veteranos del Mallorca.

## Clubes

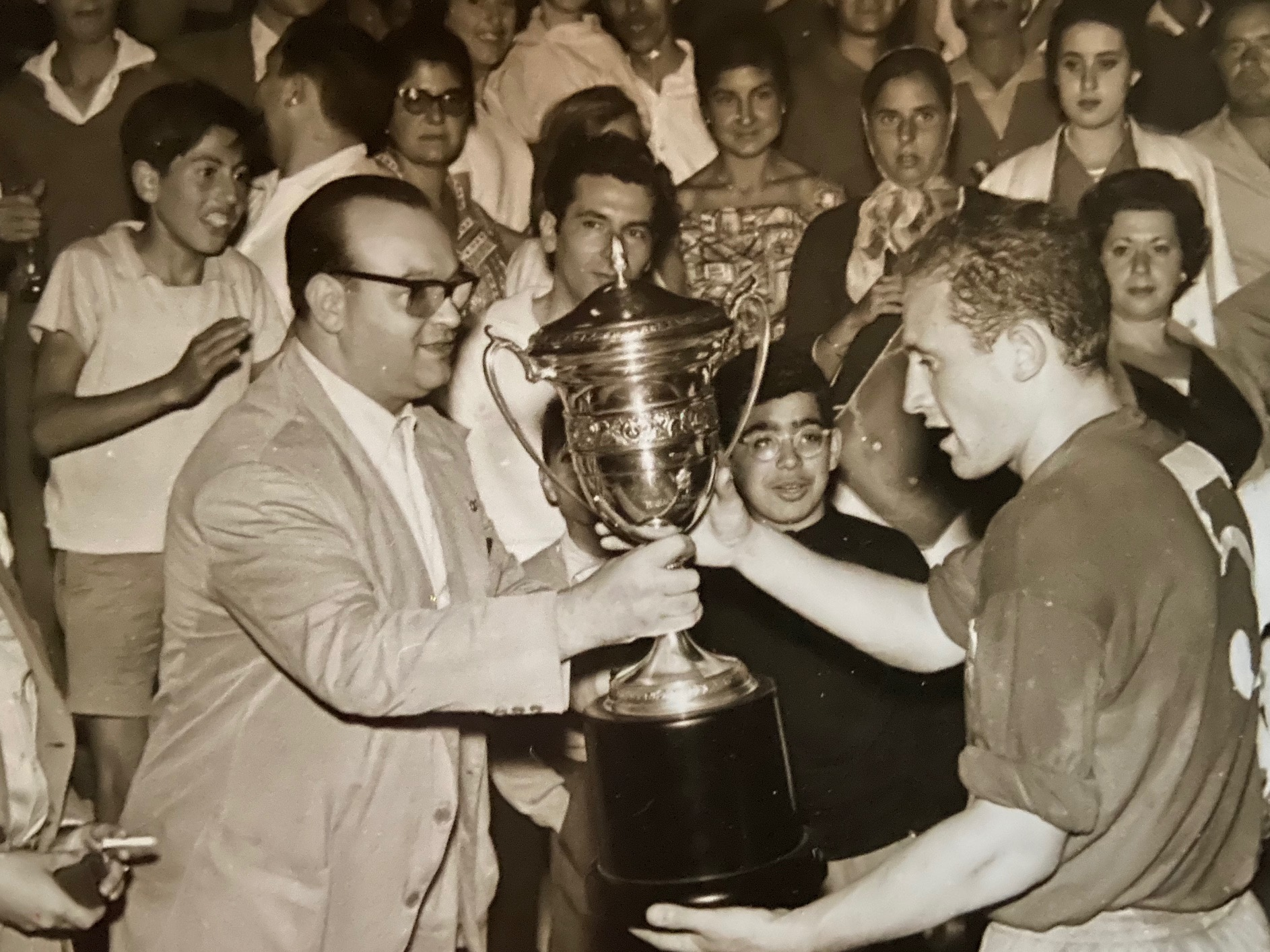
Ángel Gómez (Bolao)

| Club              | País   | Año       |
| ----------------- | ------ | --------- |
| Real Zaragoza     | España | 1953-1956 |
| Levante UD        | España | 1956-1957 |
| CD Badajoz        | España | 1958-1959 |
| R. C. D. Mallorca | España | 1960-1967 |